# 四甲基氟硼酸铵
四甲基氟硼酸铵是一种无机化合物，化学式为[(CH3)4N]BF4。

## 制备
四甲基氟硼酸铵可由[(CH3)4N]OH和HBF4反应，或四甲基铵盐的弱酸盐和氟硼酸发生复分解反应得到。
三甲胺、氟甲烷和三氟化硼在200°C反应也能得到四甲基氟硼酸铵。
(CH3)3N + CH3F + BF3 → [(CH3)4N]BF4